# Парламент Королевства Великобритания
Парла́мент Короле́вства Великобрита́ния (англ. Parliament of Great Britain) — высший законодательный орган в Королевстве Великобритания в 1707—1800 годах.
Он был сформирован в мае 1707 года после ратификации Акта о Союзе как парламентом Англии, так и парламентом Шотландии. Акт ратифицировал союзный договор, который создал новое объединенное Королевство Великобритания и создал парламент Великобритании, расположенный в здании бывшего английского парламента в Вестминстерском дворце, недалеко от лондонского Сити. Парламент Королевства Великобритания просуществовал почти столетие, пока Акты Союза 1800 года не объединили отдельные британский и ирландский парламенты в единый парламент Соединенного Королевства, который начал работать 1 января 1801 года.

## История
После заключения Союзного договора в 1706 году акты Союза, ратифицировавшие договор, были приняты как в парламенте Англии, так и в парламенте Шотландии, в результате чего было создано новое Королевство Великобритания. Акты подготовили почву для вступления в силу Договора о Союзе, по которому был создан новый парламент, именуемый «Парламентом Великобритании». Заседал он в здании бывшего английского парламента. Все традиции, процедуры и регламенты английского парламента были сохранены, хотя в договоре это не предусмотрено, и по сей день это является спорным вопросом, как и действующие должностные лица, и члены, представляющие Англию, составляли подавляющее большинство нового органа. Не было даже сочтено необходимым провести новые всеобщие выборы. В то время как шотландское право и шотландское законодательство оставались отдельными, после этого новый парламент должен был принять новое законодательство, за исключением того, что касалось частного права, которое могло приниматься только для «очевидной пользы» людей.
После того, как ганноверский король Георг I взошел на британский престол в 1714 году на основании Акта о заселении 1701 года, у монархии оставалось всё меньше реальной власти. Георг был немецким правителем, плохо говорил по-английски и по-прежнему был заинтересован в управлении своими владениями в континентальной Европе, а не в Британии. Таким образом, он доверил власть группе своих министров, главным из которых был сэр Роберт Уолпол, и к концу его правления в 1727 году положение министров, которым приходилось полагаться на поддержку парламента, укрепилось. Преемник Георга I, его сын Георг II, продолжал проводить внутреннюю политику своего отца и не прилагал особых усилий для восстановления монархического контроля над правительством, которое теперь находилось под жестким контролем парламента. К концу XVIII века монарх все еще имел значительное влияние на парламент, в котором доминировала английская аристократия, посредством покровительства, но перестал оказывать прямую власть: например, последний случай, когда король не дал королевскую санкцию на принятый закон произошёл в 1708 году при королеве Анне. На всеобщих выборах право голоса было ограничено землевладельцами в округах, границы которых мало изменились со времен средневековья, так что во многих «гнилых» и «карманных» районах места можно было купить, в то время как крупные города оставались непредставленными, за исключением «рыцарей Широв», представляющего целые графства. Реформаторы и радикалы стремились к парламентской реформе, но по мере развития французских революционных войн британское правительство стало строже относится к инакомыслию, и продвижение к реформе застопорилось.
Преемник Георга II, Георг III, попробовал восстановить королевское верховенство и абсолютную монархию, но к концу его правления королевские министры, опирались почти только на поддержку парламента для принятия каких-либо серьезных решений. Так будет и дальше.
В течение первой половины правления Георга III монарх все еще имел значительное влияние на парламент, который сам находился под покровительством и влиянием английской знати. Большинство кандидатов в Палату общин относились к вигам или тори, но после избрания они формировали меняющиеся коалиции интересов, а не разделились по четкой партийной линии. На всеобщих выборах право голоса было ограничено в большинстве мест владельцами собственности, в округах, которые были устаревшими и не отражали растущее значение промышленных городов или перемещений населения, так что в гнилых и карманных районах места в парламенте можно было купить у богатых землевладельцев, контролировавших их, в то время как крупные города оставались непредставленными. Реформаторы, такие как Уильям Бекфорд и радикалы, начиная с Джона Уилкса, призывали к реформе системы. В 1780 году Чарльз Джеймс Фокс и Томас Брэнд Холлис разработали проект программы реформ, который был выдвинут подкомитетом выборщиков Вестминстера. Это включало призывы к шести пунктам, позже принятым чартистами.
Американская война за независимость закончилась поражением внешней политики, которая стремилась помешать тринадцати американским колониям отделиться и образовать собственное независимое государство, за что горячо выступал Георг III, и в марте 1782 года король был вынужден назначить администрацию. во главе с его противниками, которые стремились обуздать королевское покровительство. В ноябре 1783 года он воспользовался возможностью, чтобы использовать свое влияние в Палате лордов, чтобы отклонить законопроект о реформировании Почетной Ост-Индской компании, распустил тогдашнее правительство и назначил Уильяма Питта Младшего для формирования нового правительства. Питт ранее призывал парламент начать реформы, но недолго настаивал на реформах, которые не нравились королю. Предложения Питта, сделанные в апреле 1785 года о перераспределении мест от «гнилых районов» к Лондону и округам, были отклонены в Палате общин 248 голосами против 174.
После Французской революции 1789 года радикальные организации, такие как Лондонское корреспондентское общество, возникли, чтобы настаивать на парламентской реформе, но по мере развития французских революционных войн правительство приняло обширные репрессивные меры против опасавшихся внутренних беспорядков, подражая демократическим и эгалитарным идеалам Французской революции и продвижение к реформам застопорились на десятилетия.

### Парламент Соединенного Королевства
В 1801 году был создан парламент Соединенного Королевства, когда Королевство Великобритания было объединено с Королевством Ирландия, чтобы стать Соединенным Королевством Великобритании и Ирландии в соответствии с Актами Союза 1800 года.